# Селва (Виченца)
Селва је насеље у Италији у округу Виченца, региону Венето.
Према процени из 2011. у насељу је живело 401 становника. Насеље се налази на надморској висини од 78 м.